# Pearl (Drag Queen)

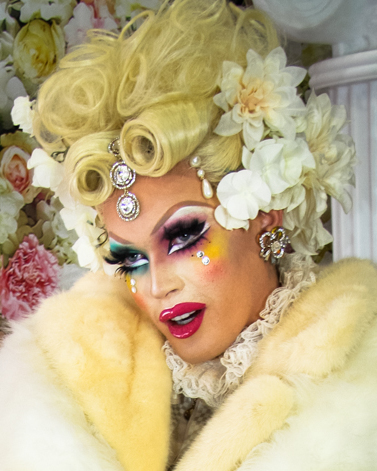
Pearl (2018)

Pearl (eigentlich Matthew James Lent; * 11. September 1990, Saint Petersburg, Florida) ist eine US-amerikanische Dragqueen. Bekanntheit erlangte sie in der siebten Staffel von RuPaul’s Drag Race, wo sie den zweiten Platz belegte.

## Frühere Lebensjahre
Lent wurde 1990 in Saint Petersburg geboren und lebte dort mit seiner Mutter und seinen beiden Schwestern. Er verbrachte Zeit damit, „reiche alte Damen mit großen Diamantringen und Pelzen“ zu zeichnen, die sich schließlich in seine Drag-Person verwandelten.

## Drag-Karriere
Nachdem er nach Chicago gezogen war, trat er 2012 gemeinsam mit Kim Chi unter dem Künstlernamen „Pearl“ als Drag auf. Er hat Pearls Person als Roboterschlampe bezeichnet. Pearl plante zunächst nur, Drag als Hobby zu nutzen, begann jedoch schnell, in zunehmendem Maße Konzerte zu buchen. Später zog er nach Brooklyn.
Im Dezember 2014 wurde Pearl als einer der Teilnehmer der siebten Staffel von RuPaul’s Drag Race von Logo bekannt gegeben. Trotz eines schleppenden Wettbewerbsstarts erholte sich Pearl, um zwei Hauptherausforderungen zu gewinnen, und wurde schließlich Finalist neben den Mitbewerbern Ginger Minj und Violet Chachki. Er belegte den zweiten Platz. Im Finale wurde schließlich Violet Chachki zum Gewinner erklärt. Pearl wurde Zweiter.

## Musik
Am 2. Juni 2015 veröffentlichte Lent das Album Pleasure sowie ein Musikvideo zu seiner ersten Single Love Slave.  Im Gegensatz zu anderen Alben, die von Drag Race Alumni veröffentlicht wurden, enthält Pleasure keinen Gesang von Lent. Stattdessen produzierte er das gesamte Album. Das Album landete auf Platz elf der US-amerikanischen Billboard Charts im Bereich Dance/Electronic Albums und Platz 16 der Heatseekers.

## Parfüm
Am 2. Juni 2015 kündigte Lent die Freigabe eines Duftes, Flazéda, mit der Parfümfirma Xyrena an.  Dabei wurde er das erste Drag Race Alumni Mitglied mit einem eigenen Duft. Der Duft ist seit dem 30. Juni 2015 erhältlich.